# NGC 7351
NGC 7351 este o galaxie lenticulară situată în constelația Vărsătorul. A fost descoperită în 3 octombrie 1878 de către Édouard Stephan⁠(d).